# Клайпедська компанія морських вантажів
Klaipėdos jūrų krovinių kompanija, KLASCO (Клайпедська компанія морських вантажів) — велике універсальне вантажне підприємство порту Клайпеда, яке щорічно обробляє в середньому 8 мільйонів тонн вантажів і займає до 40% ринку послуг порту.

## Історія компанії
- 1993 — 3 травня підприємство було зареєстроване, як акціонерне товариство морська стівідорна «компанія Клайпеди» з міжнародним торговим знаком KLASCO (Klaipėda Stevedoring Company).
- 1999 — підприємство було приватизоване і зараз належить концерну литовського капіталу «Ахемос групе».

## Діяльність компанії
У 2005 році оборот компанії склав 127 млн. литів.